# Dana Kaproff
Dana Kaproff est un compositeur de musique de film et parolier américain né le 24 avril 1954 à Los Angeles.

## Œuvres choisies

### Musique de films
- 1977 : L'Empire des fourmis géantes de Bert I. Gordon
- 1979 : Spider-Man défie le Dragon de Don McDougall
- 1979 : Terreur sur la ligne de Fred Walton
- 1980 : Au-delà de la gloire de Samuel Fuller
- 1981 : La Vallée de la mort de Dick Richards
- 1986 : Noël dans la montagne magique de Henry Winkler
- 1988 : Doin' Time on Planet Earth de Charles Matthau
- 1992 : Au cœur du mensonge de Jerry London
- 2002 : Piège sur internet de Mark L. Lester
- 2018 : The Amityville Murders de Daniel Farrands

### Musique de séries télévisées
- 1976 : Captains and the Kings, avec Elmer Bernstein
- 1976 : Once an Eagle
- 1976 : Ellery Queen, à plume et à sang
- 1977 : Super Jaimie
- 1978 : The Amazing Spider-Man
- 1982-1988 : Cagney et Lacey
- 1992-1993 : Côte Ouest

### Musique de téléfilms
- 1985 : Terreur froide de Wes Craven
- 1985 : Meurtre au crépuscule de Peter Levin
- 1999 : Un terrible doute